# Bømlafjord
Der Bømlafjord (norwegisch: Bømlafjorden) ist ein Fjord am südwestlichen Ende der norwegischen Provinz Vestland. Er bildet den westlichsten Teil des Hardangerfjordes.

## Lage
Der Bømlofjord erstreckt sich vom Leuchtturm Ryvarden fyr auf der Halbinsel Ryvardsneset in nordöstlicher Richtung und endet nach etwa 28 Kilometern im Klosterfjord vor der Insel Halsnøy, wo er auf den Langenuen, Ålfjord und Bjoafjord trifft und von nun ab Hardangerfjord heißt. Auf seiner Nordseite liegen die Inseln Bømlo und Stord, im Süden die Gemeinde Sveio.

## Verkehr
Eine etwa 20-minütige Fährverbindung verknüpft die Orte Buavåg in Sveio mit Langevåg auf Bømlo am äußeren Ende des Fjordes. Weiter östlich verbindet der Bømlafjordtunnel Valestrand auf Sveio mit der zu Stord gehörenden Insel Føyno und von dort aus über Brücken weiter nach Stord und Bømlo. Der Tunnel ist Teil des zur Europastraße 39 gehörenden Trekantsambandet.
Der wichtigste Hafen und größte Ort entlang des Fjordes ist Leirvik auf Stord. Hier befindet sich auch die Kværner Werft Stord, die vornehmlich Teile von Bohrplattformen produziert.